# Komutacione tehnike
Komutacija ili izmena redosleda je postupak kojim se informacija korisnika prenosi s kraja na kraj mreže ili još jednostavnije: Komutacija je postupak kojim se informacija prenosi od predajnika do prijemnika. Postoji više načina za prenosa podataka. Kod prvog načina (komutacija kanala) potrebno je uspostaviti vezu preko čvorova mreže i na taj način zauzeti kompletan spojni put. Drugi tip je paketski prenos gde je potrebno podeliti poruku na manje celine - pakete, i moguće je preusmeriti pakete po različitim putanjama. Takav način prenosa karakterističan je kod Interneta.

## Komutacija kanala
U ovom slučaju se u mrežu postavlja jedna ili više komutacionih stanica čiji je zadatak da poveže liniju koja dolazi od predajnika sa linijom koja ide ka prijemniku. Povezivanje se vrši na zahtev predajnika i kada se veza uspostavi onda traje sve dok se komunikacija između ove dve jedinice ne završi. Na taj način se uspostavlja virtuelna privatna mreža. Najčešći primer mreže sa komutacijom kanala je telefonska mreža. Komunikacija u sistemu sa komutacijom kanala podrazumeva tri faze: 
- Uspostavljanje veze
- Prenosa poruka
- Raskidanja veze

Na slici je prikazana mreža sa četiri stanice i jednom komutatorskom jedinicom.
Ako stanica A želi da komunicira sa stanicom B, stanica A šalje zahtev komutatorskoj jedinici K da se uspostavi željena veza. Komutatorska jedinica povezuje liniju AK sa linijom BK i tako uspostavljaju vezu AB. Linija AB postoji sve dok se odvija komunikacija između stanice A i B. Veza se raskida kada se komunikacija završi. Na isti način stanica A može da uspostavi vezu sa bio kojom stanicom (B,C,D). U tom slučaju ne moraju postojati stalne veze između svake stanice, već samo između onih koje komuniciraju. Ovim načinom je potrebno manje linija nego kod potpunog međusobnog povezivanja.

Komutator je elektronski ili elektromehanički uređaj koji nema mogućnost pamćenja poruke i njenog kasnijeg otpremanja: ako su sve izlazne linije zauzete zahtevana veza se ne može uspostaviti.

### Prednosti
Prednosti ovog načina prenosa je da se paketi mogu prenositi uspostavljenom liinijom za prenos maksimalnom brzinom, odnosno koliko ta linija veze dozvoljava.

### Nedostaci
- Mreža sa komutacijom linija je manje pouzdana od mreže u kojoj je izvršeno potpuno međusobno povezivanje svih stanica.
- Uspostavljanje I raskidanje veze traje dugo.
- Moguće je pogrešno uspostavljanje veze kao i interferencija između linija.
- Kada se veza uspostavi u potpunosti zauzima jednu liniju.
- Nije moguća radiodifuzija[1] i multicasting.[2]

## Komutacija poruka
Komutacija kanala omogućava da svaka stanica može da komunicira sa bilo kojom drugom stanicom u mreži, ipak to nije najbolje rešenje. Kada se radi o velikom broju računara koji međusobno razmenjuju podatke, napušta se ideja o uspostavljanju i raskidanju individualnih linija. Tada se zahteva da se komunikacija obavi sa manjim brojem stalnih linija. Drugi pristup koji to omogućava odnosi se na digitalni prenos podataka(razmenu logičkih jedinica)i naziva se poruka. Primeri ovih poruka su: telegrami, elektronska pošta, računarski programi, transakcije, itd. Ukoliko postoji potreba da se poruke razmenjuju u oba pravca između stanica se koristi pristup pod nazivom komutacija poruka. Ovim načinom nije potrebno uspostavljanje deljenog puta između stanica, već stanica koja pošalje poruku dodaje adresu odredišta poruci. Poruka zatim putuje kroz mrežu od čvora do čvora gde se privremeno čuva i nastavlja da putuje do odredišta.

### Prednosti
- Smanjen broj linija potrebnih za prenos
- Omogućeno korišćenje različitih brzina prenosa zahvaljujući baferu na čvorovima
- Različiti nivoi prioriteta poruka
- Čvorovi čuvaju poruku sve dok neki računar nije u mogućnosti da primi poruku

### Nedostaci
Nije pogodno za prenos podataka u realnom vremenu zbog kasnjenja.

## Komutacija paketa
Prilikom prenosa podataka sa komutacijom paketa između učesnika, prvo dolazi do podele informacije na manje pakete tako da se zadovolje odgovarajući protokoli. Paketi se upućuju do prvog čvora u mreži (rutera), a u svakom ruteru se vrši nezavisno usmeravanje paketa. Izbor kuda će paketi putovati vrši se na osnovu kriterijuma koji važe u tom trenutku. Pošto paketi putuju različitim putanjama, neophodno je izvršiti slaganje paketa na odredištu kako bi dobili potpunu informaciju. Ovakav način prenosa podataka koristi se u mrežama gde je mrežni saobraćaj u kratkim naletima podataka sa praznim prostorom između i obično su vremenski duži od popunjenih. Zahvaljujući praznom prostoru mogu se propustiti paketi od trećeg učesnika pri tome da se ne naruši prethodna informacija. Ne može doći do zagušenja zato što paketi mogu naći bar jedan slobodan put.

### Prenos podataka virtualnom vezom
Prenos podataka virtualnom vezom se takođe odnosi na paketski prenos. Za razliku od paketskog prenosa, ovde se paketi usmeravaju istom putanjom između dva računara. Takva kola su permanentnog tipa, kada se jednom definišu putanje, retko se menjaju. Podaci i dalje putuju mrežom precizno odredjenom putanjom. 

Prednost ovakvog načina prenosa paketa je da se krajnjim aplikacijama obezbedi dobar kvalitet usluge.